# Movran
Movran (ili Veliki Movran) je vodopad u Bosni i Hercegovini.
Vodopad se obrušava s litica Čvrsnice u dolinu Drežanke, pritoke Neretve. Javlja se povremeno, za vrijeme obilnijih i dugotrajnih kišnih oborina najčešće krajem jeseni, zimi i početkom proljeća.
Prema jednim podacima vodopad je visok 584 metra, dok prema drugim njegova visina iznosi 385 metara. To ga čini najvišim vodopadom u Bosni i Hercegovini. Osim glavnog stuba vode, postoje i manje kaskade i pregibi koji se nazivaju movrančićima.